# Montedio Yamagata
El Montedio Yamagata és un club de futbol japonès de la ciutat de Yamagata.

## Història
El club va ser fundat l'any 1984 amb el nom de NEC Yamagata Soccer Club. Ascendí a la Japan Football League el 1994. El 1996 adoptà el nom de Montedio Yamagata i fou admès a la segona divisió de la J. League.

## Futbolistes destacats
- Yukihiko Sato